# ماساتو ایشیوا
ماساتو ایشیوا (انگلیسی: Masato Ishiwa؛ زادهٔ ۲۵ مهٔ ۱۹۹۶) بازیکن فوتبال اهل ژاپن است.